# Dendrobeania variabilis
Dendrobeania variabilis is een mosdiertjessoort uit de familie van de Bugulidae.